# Lucas Kruspzky
Lucas Nahuel Kruspzky (Buenos Aires, Argentina, 6 de abril de 1992) es un futbolista argentino. Juega como lateral izquierdo en Chaco For Ever de la Primera Nacional.

## Trayectoria
Surgió de las divisiones inferiores de Independiente integrando el plantel profesional desde el año 2009. Durante el Mundial Sub-17, Kruspzky sufrió la rotura de ligamentos de la rodilla izquierda por lo que quedó marginado por varios meses de las canchas. Apenas volvió rápidamente se integró al plantel y a la selección.
Debutó oficialmente el 28 de noviembre de 2010 frente a Estudiantes de La Plata ingresando al minuto 81 por Cristian Pellerano. Aquel día Independiente jugó con muchos juveniles ya que pensaba en la final de la Copa Sudamericana 2010.
En su época de entrenador de la Selección Argentina de Fútbol el propio Sergio Batista, dijo que Kruspzky estaba entre sus planes para integrar la selección en un futuro lejano.

## Selección Juvenil
En junio de 2009, Sergio Batista lo cito para jugar el Torneo Esperanzas de Toulon de 2009 en el que Argentina se quedó con el tercer puesto.
La grave lesión sufrida en Nigeria hizo que por unos meses no pueda ser seleccionado pero apenas estuvo en condiciones fue nuevamente citado, esta vez, para la Sub-20.
A pesar de estar en la parte final de las convocatorias y disputar algunos partidos, el 4 de enero de 2011 Kruspzky quedó al margen del plantel que jugará el Campeonato Sudamericano Sub-20 de 2011.

### Participaciones con la selección
| Torneo                              | Sede     | Resultado        |
| ----------------------------------- | -------- | ---------------- |
| Sudamericano Sub-17 2009            | Chile    | Subcampeón       |
| Torneo Esperanzas de Toulon de 2009 | Francia  | Tercer puesto    |
| Mundial Sub-17 2009                 | Nigeria  | Octavos de final |
| Mundial Sub-17 2011                 | Colombia | Cuartos de final |
| Juegos Panamericanos de 2011        | México   | Medalla de Plata |

## Estadísticas

### Clubes
- Actualizado hasta el 18 de abril de 2019.

| Independiente Argentina |                     |                     |    |   |   |   |   |    |    |   |
| 1.ª | 2009-10             | 0                   | 0  | - | - | - | - | 0  | 0  |   |
| 1.ª | 2010-11             | 1                   | 0  | - | - | - | - | 1  | 0  |   |
| 1.ª | 2011-12             | 3                   | 0  | 1 | 0 | - | - | 4  | 0  |   |
| Total club | Total club          | Total club          | 4  | 0 | 1 | 0 | - | -  | 5  | 0 |
| Arsenal Argentina |                     |                     |    |   |   |   |   |    |    |   |
| 1.ª | 2012-13             | 8                   | 0  | 1 | 0 | 0 | 0 | 9  | 0  |   |
| Total club | Total club          | Total club          | 8  | 0 | 1 | 0 | 0 | 0  | 9  | 0 |
| San Martín (SJ) Argentina |                     |                     |    |   |   |   |   |    |    |   |
| 2.ª | 2013-14             | 34                  | 0  | 1 | 0 | - | - | 35 | 0  |   |
| Total club | Total club          | Total club          | 34 | 0 | 1 | 0 | - | -  | 35 | 0 |
| Atlético de Rafaela Argentina |                     |                     |    |   |   |   |   |    |    |   |
| 1.ª | 2014                | 6                   | 0  | - | - | - | - | 6  | 0  |   |
| 1.ª | 2015                | 12                  | 1  | 1 | 0 | - | - | 13 | 1  |   |
| Total club | Total club          | Total club          | 18 | 1 | 1 | 0 | - | -  | 19 | 1 |
| Talleres (C) Argentina |                     |                     |    |   |   |   |   |    |    |   |
| 1.ª | 2016-17             | 3                   | 0  | 0 | 0 | - | - | 3  | 0  |   |
| Total club | Total club          | Total club          | 3  | 0 | 0 | 0 | - | -  | 3  | 0 |
| Aldosivi Argentina |                     |                     |    |   |   |   |   |    |    |   |
| 2.ª | 2017-18             | 7                   | 0  | 1 | 0 | - | - | 8  | 0  |   |
| 1.ª | 2018-19             | 0                   | 0  | 0 | 0 | - | - | 0  | 0  |   |
| Total club | Total club          | Total club          | 7  | 0 | 1 | 0 | - | -  | 8  | 0 |
| Total en su carrera | Total en su carrera | Total en su carrera | 74 | 1 | 5 | 0 | 0 | 0  | 79 | 1 |
| (1) Las copas nacionales se refiere a la Copa Argentina. (2) Las copas internacionales se refiere a la Copa Libertadores y a la Copa Sudamericana. |                     |                     |    |   |   |   |   |    |    |   |

### Selección
| Selección     | Año           | Amistosos | Amistosos | Eliminatorias | Eliminatorias | Mundial | Mundial | Copa América | Copa América | Sudamericano Sub-17 | Sudamericano Sub-17 | Mundial Sub-17 | Mundial Sub-17 | Juegos Olímpicos | Juegos Olímpicos | Juegos Panamericanos | Juegos Panamericanos | Total | Total | Media goleadora |
| Selección     | Año           | PJ        | G         | PJ            | G             | PJ      | G       | PJ           | G            | PJ                  | G                   | PJ             | G              | PJ               | G                | PJ                   | G                    | PJ    | G     | Media goleadora |
| ------------- | ------------- | --------- | --------- | ------------- | ------------- | ------- | ------- | ------------ | ------------ | ------------------- | ------------------- | -------------- | -------------- | ---------------- | ---------------- | -------------------- | -------------------- | ----- | ----- | --------------- |
| Sub-17        | 2009          | -         | -         | -             | -             | -       | -       | -            | -            | 5                   | 0                   | 4              | 0              | -                | -                | -                    | -                    | 9     | 0     | 0               |
| Sub-17        | Total         | -         | -         | -             | -             | -       | -       | -            | -            | -                   | -                   | -              | -              | -                | -                | -                    | -                    | 9     | 0     | 0               |
| Sub-20        | 2009          | 2         | 0         | -             | -             | -       | -       | -            | -            | -                   | -                   | -              | -              | -                | -                | -                    | -                    | 2     | 0     | 0               |
| Sub-20        | Total         | 2         | 0         | -             | -             | -       | -       | -            | -            | -                   | -                   | -              | -              | -                | -                | -                    | -                    | 2     | 0     | 0               |
| Sub-22        | 2011          | -         | -         | -             | -             | -       | -       | -            | -            | -                   | -                   | -              | -              | -                | -                | 4                    | 1                    | 4     | 1     | 0.25            |
| Sub-22        | Total         | -         | -         | -             | -             | -       | -       | -            | -            | -                   | -                   | -              | -              | -                | -                | 4                    | 1                    | 4     | 1     | 0.25            |
| Total carrera | Total carrera | 2         | 0         | -             | -             | -       | -       | -            | -            | 5                   | 0                   | 4              | 0              | -                | -                | 4                    | 1                    | 15    | 1     | 0.07            |

## Palmarés

### Torneos nacionales
| Título              | Club      | País      | Año     |
| ------------------- | --------- | --------- | ------- |
| Supercopa Argentina | Arsenal   | Argentina | 2012    |
| Primera B Nacional  | Aldosivi  | Argentina | 2017-18 |
| Copa Argentina      | Patronato | Argentina | 2022    |